# Prefectura del pretori d'Àfrica
La prefectura del pretori d'Àfrica fou una important divisió administrativa de l'Imperi Romà d'Orient, creada després de la reconquesta de l'Àfrica del Nord per l'emperador Justinià I entre el 533 i el 536. Perdurà fins al final de la dècada del 580, quan fou substituïda per l'Exarcat d'Àfrica.

## Història

### Creació
El 533, l'exèrcit romà d'Orient, amb Belisari al capdavant, envaí el Regne dels Vàndals, fundat a les terres de l'antiga Àfrica romana. L'abril de l'any següent, Justinià promulgà una llei relativa a l'organització administrativa d'aquesta nova regió. Els vàndals havien deixat més o menys intactes les antigues províncies romanes de la diòcesi d'Àfrica. Tanmateix, gran part d'algunes d'elles, especialment la major part de la Mauritània Tingitana, la Mauritània Cesariense i la Mauritània Sitifiense, així com zones importants de l'interior de Numídia i la Bizacena, havien caigut en mans de tribus amazigues, conegudes igualment amb el nom de «moros». Així doncs, a la Mauritània, els romans tan sols ocupaven algunes places fortes de la costa, incloent-hi Septem. Sense renunciar a les antigues divisions administratives, Justinià ascendí el governador de Cartago al rang de prefecte del pretori, el més alt càrrec de l'administració civil regional. Aquesta operació separà la Diòcesi d'Àfrica del control de la prefectura del pretori d'Itàlia, aleshores sota control del Regne dels Ostrogots. La nova prefectura agrupava set províncies, quatre de les quals consulars:
| «                        | Amb l'auxili de Déu, es controlaran set províncies. Les de Tingis, Cartago, la Bizacena i Trípoli, antigament dirigides per procònsols, mantenen dirigents consulars. Pel que fa a la resta, és a dir, Numídia, Mauritània i Sardenya, són, amb l'auxili de Déu, dirigides per governadors. | » |
| — Codi Justinià, I.XXVII | |   |

Quant a la Mauritània Tingitana, tradicionalment subordinada a la diòcesi d'Hispània (en aquell moment controlada pel Regne dels Visigots), desaparegué com a província independent i fou incorporada a la Mauritània Cesariense per formar una província governada des de Tingis. La província de Mauritània era idèntica a la Mauritània Sitifiense. Finalment, Sardenya fou separada d'Itàlia i unida a la prefectura del pretori d'Àfrica.
Segons John B. Bury, la intenció de Justinià era eliminar tota traça de l'ocupació dels vàndals i fer com si no hagués passat mai. Les esglésies foren retornades a clergues fidels al Concili de Calcedònia i els arrians foren perseguits. Justinià fins i tot pretenia revertir els canvis que s'havien produït en la titularitat de les terres, però després d'un segle de domini vàndal, era molt complicat tornar a la situació anterior.
A diferència d'altres regions de l'imperi, Justinià hi conservà la separació entre l'administració civil i la militar. A Àfrica, aquesta última fou supeditada a un mestre dels soldats d'Àfrica, amb autoritat sobre els ducats de Sardenya, Tripolitana, Bizacena, Numídia i Mauritània. Aquesta organització s'aplicà gradualment durant les guerres contra els moros.

## Llista prefectes del pretori d'Àfrica
- Arquelau (534)
- Salomó (534–536)
- Símmac (536–539)
- Salomó (539–544)
- Sergi (544–545)
- Atanasi (545–548, possiblement fins al 550)
- Pau (cap al 552)
- Joan (cap al 558)
- Joan Rogatí (cap al 563)
- Tomàs (563–565)
- Teodor (cap al 570)
- Tomàs (574–578)
- Teodor (cap al 582)